# アルフレッド・エンディアイェ
アルフレッド・ジョン・モマル・エンディアイェ（Alfred John Momar N'Diaye 、1990年3月6日 - ）は、フランス・パリ出身のプロサッカー選手。元セネガル代表。ポジションは、ミッドフィールダー。

## 経歴

### ベティス
2014年1月30日、レアル・ベティスに2013–14シーズン終了までの契約で期限付き移籍。16試合に出場したが、ベティスはセグンダ・ディビシオンに降格した。
2014年8月22日、フリーとなったエンディアイェは改めてベティスに加入。

### ビジャレアル
2016年7月8日、ビジャレアルCFと5年契約を結んだ。

### ハル・シティ
2017年1月31日、ハル・シティAFCに2016–17シーズン終了までの契約で期限付き移籍。リヴァプールFC戦で初出場&初ゴール。

### 代表
ユース年代ではフランス代表でプレーしていたが、2013年にセネガル代表に変更した。2013年8月14日、親善試合のザンビア代表戦でセネガル代表デビュー。

## 代表歴

### 出場大会
- セネガル代表
  - 2018 FIFAワールドカップ

### 試合数
- 国際Aマッチ 30試合 1得点（2013年-2019年）[7]

| セネガル代表 | 国際Aマッチ | 国際Aマッチ |
| 年           | 出場        | 得点        |
| ------------ | ----------- | ----------- |
| 2013         | 2           | 0           |
| 2014         | 8           | 0           |
| 2015         | 3           | 1           |
| 2016         | 0           | 0           |
| 2017         | 3           | 0           |
| 2018         | 10          | 0           |
| 2019         | 4           | 0           |
| 通算         | 30          | 1           |

## タイトル
ウルヴァーハンプトン・ワンダラーズFC
- EFLチャンピオンシップ:2017-18